# 阿卜杜勒-侯賽因·米爾扎·法爾曼法爾馬
阿卜杜勒-侯賽因·米爾扎親王（波斯語：عبدالحسین میرزا فرمانفرما；1859年—1939年）是一位著名的卡扎爾王朝親王，並且是當時波斯最有影響力的政治家之一。父親是努斯拉特-奧德-杜烏拉·菲魯茲·米爾扎（Nosrat-od-Dowleh Firouz Mirza），1859年出生，1939年11月逝世，享年80歲。他是儲君阿巴斯·米爾札的第16位孫兒。

## 生平
阿卜杜勒-侯賽因是努斯拉特-奧德-杜烏拉·菲魯茲·米爾扎所出，母親是霍瑪·卡儂。他在年輕時接受劍術、詩詞、打獵、騎術、書法和禮儀等貴族所需的訓練，並在德黑蘭澳洲軍事學院接受教育，自視為士兵和軍事家。他又熱衷於建造橋樑和道路，對西方科學和社會發展有濃厚的興趣。他在1882年之前便成為了上校，在克爾曼省統領一支部隊。他在1884年被調遣到伊朗阿塞拜疆擔任卡拉蘇蘭軍團（Qarasuran）的指揮官。父親在1886年逝世，為了表彰他對軍事的貢獻，阿卜杜勒-侯賽因在1887年得到「阿米爾托曼」的稱號。他在不久後的1888年迎娶了國王的女兒伊扎特-杜烏拉。出於對她的尊重和她擁有崇高的社會地位，阿卜杜勒-侯賽因在接下來的20年裡都沒有再娶其他妻子。在這段期間，他出任過阿塞拜疆、克爾曼、庫爾德斯坦、法爾斯、克爾曼舍的軍事指揮官，他又成立了伊朗首家女子世俗學校。
他在1899年由於牽涉穆扎法爾丁沙阿人員的陰謀而被流放至巴格達，妻子伊扎特-杜烏拉自願隨同丈夫，她在後來說服了沙阿讓他回國。阿卜杜勒-侯賽因回國後把兒子們送到歐洲留學，令妻子非常孤單，夫妻關係漸見疏離。
穆罕默德·阿里在1907年繼位為新沙阿，他試圖打壓民主運動，使國家爆發內戰。阿卜杜勒-侯賽因在內戰期間站在立憲主義者一邊，其後立憲主義者取得了勝利。阿卜杜勒-侯賽因繼續在政府任職，擔任司法部部長及戰爭部部長，同時是保守溫和派的領導。在任職司法部部長期間，他將西方庭審的慣例引入到波斯的司法體系裡。
沙阿又派遣阿卜杜勒-侯賽因到大不里士與庫爾德人議和。他在大不里士迎娶了庫爾德酋長的女兒作為第二位妻子，以促成和約。他在後來將這位年輕的庫爾德新娘送返，她在數年後逝世。伊扎特-杜烏拉公主與阿卜杜勒-侯賽因的關係變得更加疏遠，兩人已分居。
1911年，阿卜杜勒-侯賽因迎娶第二位法定妻子瑪蘇梅·卡儂，她得到伊扎特-杜烏拉公主的接納。阿卜杜勒-侯賽因在鎮壓了伊朗以西的分離活動以後於1915年與第三位妻子芭圖莉返回德黑蘭（這段婚姻同樣是為了促成協定）。
阿卜杜勒-侯賽因先後擔任戰爭部部長和總理，他在任期之內盡力保持國家統一。他在任職總理期間設立衛生部及伊朗巴斯德研究所，巴斯德研究所的首要目的是引進天花疫苗。他在三個月後請辭，並於1916年到設拉子出任法爾斯總督。
阿卜杜勒-侯賽因就職法爾斯總督時，法爾斯正處於一片混亂，他的首要工作是要阻止饑荒擴散，為此他組織成立了伊朗第一所農業合作社。為了博取當地民眾的信任，他迎娶了當地家族的法蒂瑪·卡儂。他在英國將軍賽克斯的協助下調動伊朗軍團恢復社會秩序，賽克斯在其著作《波斯歷史》裡稱阿卜杜勒-侯賽因是「朋友」，又讚揚他是「伊朗最有本事的人」。
1921年，阿卜杜勒-侯賽因的甥侄穆罕默德·摩薩台取代他成為法爾斯總督。他返到德黑蘭後便被剛奪權上位的禮薩汗逮捕，他的兒子兼外交部部長努斯拉特-杜烏拉及將軍阿巴斯·米爾扎·法爾曼·法爾馬揚同樣被捕。禮薩汗在三個月後自封為戰爭部部長，釋放了阿卜杜勒-侯賽因。他在獲釋後退出了政界，晚年遭到軟禁，患有痛風、關節炎及不眠症，1939年逝世。

## 軼事
巴列維王朝的創立者禮薩汗曾經是一名中士，以勇氣和力量見稱。在阿卜杜勒-侯賽因為部隊配備馬克沁機槍時，他提升了禮薩汗的軍階，讓他來操作機槍。禮薩汗在此後被稱為「機槍禮薩」。在此後的14年裡，禮薩汗在阿卜杜勒-侯賽因麾下晉升為戰地指揮官，直至獲得英國支持發動政變成為了沙阿。在得知兩名兒子被捕後，阿卜杜勒-侯賽因求見禮薩汗。當他走進禮薩汗的辦公室時，禮薩汗向他的前軍官敬禮。總理賽義德·齊亞將阿卜杜勒-侯賽因逮捕，其後賽義德·齊亞被投進獄中，阿卜杜勒-侯賽因也得以獲釋。

## 榮譽
- 聖米迦勒及聖喬治爵級大十字勳章